# Leucius z Brindisi
Svatý Leucius z Brindisi byl první biskup Brindisi, žijící ve 2. století.

## Život
Narodil se v egyptské Alexandrii jako syn zbožných rodičů Eudykia a Eufrosyné. Při narození mu dali jméno Eutropius. Jeho matka zemřela když mu bylo 11 let a jeho otec odešel do kláštera sv. Hermiase. Eutropius svého otce následoval a byl duchovně veden igumenem Nicetasem.
Chlapec se ukázal být velmi schopný a vytrvale studoval Písmo svaté. Eutropius vyrostl v tichého, pokorného a poslušného chlapce. Když dosáhl věku 18 let, igumen Nicetas zemřel.
Bratři v klášteře zvolili Eutropia za igumena i když nebyl postřižen na monacha. Eutropius tuto funkci odmítl.
Jedné noci měl jehi otec zjevení o svém blížícím se konci a že jeho syn se stal biskupem ve městě Brundisium (nyní Brindisi). V téže vizi bylo odhaleno nové jméno pro Eutropia: Leucius.
Mniši kláštera sv. Hermiase prosili biskupa Hellia z Heliopolisu aby se Eutropius stal igumenem jejich kláštera, ten svolil a Eutropia vysvětil na kněze a i přes zdráhání se ujal funkce.
V jedné vesnici zavládl chaos. Ďábel na sebe vzal podobu velkého hada a mnoho lidi zabil. Svatý Eutropius se to dozvěděl a odešel do vesnice. Odtud vyhnal hada a mnoho pohanů se z tohoto důvodu nechalo pokřtít.
Když zemřel mučednickou smrtí alexandrijský biskup Filip, Eutropius byl zvolen na jeho místo. Eparchovy Saturninovi se nelíbil vliv Eutropia a proto chtěl Eutropia zabít. Když se to dozvěděly někteří kresťané, chtěli Saturnina zabít. To se nelíbilo Eutropiovi a řekl jim že Bůh jej vyvolil aby hlásil křesťanství v pohanském městě Brundisium.
Eutropius na své místo vybral vhodného kandidáta a odešel na loď plující do Itálie a to spolu s jáhny Eusebiem a Dionysiem. Později se k němu připojily kněží Leon a Sabinus. Na teto cestě potkal tribuna Armaleona a jeho 67 vojáků, které obrátil na křesťanství.
Když dorazil do města, potkal guvernéra města Antiochuse. Ten po jeho vyprávění o křesťanství a Ježíši Kristu přijal křest se všemi obyvateli Brindisi (asi 27 000 lidí).
Zemřel roku 180 v Brindisi. Antiochius nechal na jeho počest vystavět kostel zasvěcený jemu.
Jeho svátek se slaví 11. ledna v římskokatolické církvi a 20. června v pravoslavné církvi.
V Martyrologiu Romanum je psáno;
| „ | V Brindisi, svatý Leucius, ctěný jako první biskup tohoto města. | “ |